# 馬爾地夫癒齒鯛
馬爾地夫癒齒鯛為輻鰭魚綱鱸形目鱸亞目癒齒鯛科的一種，為熱帶海水魚，分布於西印度洋馬爾地夫海域，深度可達218公尺，體長可達14.4公分，棲息底中層水域，生活習性不明。

## 擴展閱讀
維基物種上的相關：馬爾地夫癒齒鯛